# District d'Alirajpur
Pour les articles homonymes, voir Alirajpur.
Le district d'Alirajpur  (hindi : अलीराजपुर जिला) est un district  de l'état du Madhya Pradesh, en Inde.

## Géographie
Au recensement de 2011, sa population compte 728 677 habitants.
Son chef-lieu est la ville de Alirajpur. 